# Königsdorf (Burgenland)
Königsdorf é um município da Áustria localizado no distrito de Jennersdorf, no estado de.